# María Simón (escultora)
María Simón (Aguilares, Tucumán; 1922 - Buenos Aires, 2009) fue una escultora argentina. Su producción artística tuvo alcance internacional, habiendo desarrollado su carrera en gran parte mientras residía en París.

## Biografía
Entre 1948 y 1952 estudia escultura con Juan Carlos Labourdette y posteriormente, asiste durante 10 años al taller de Líbero Badíi.
En 1964 viaja a Londres gracias a una beca del British Council y realiza una exposición en el Institute of Contemporary Arts. 
En 1966 gana el Premio Georges Braque de escultura que le permite viajar a París, donde decide instalarse y residirá allí los siguientes 35 años.
En 1970 contrae matrimonio con Jacques Lassaigne, importante crítico e historiador del arte, director del Museo de Arte Moderno de París.
En 2001 regresa definitivamente a Buenos Aires.

## Maria Simon y su obra
“Cuando fui a Londres, rompí literalmente todo lo que había hecho hasta entonces y comencé a trabajar con materiales nuevos: bronce, aluminio, etc. Fue una manera de romper también con mis concepciones estéticas: fue más algo intelectual que sentido. Pero soy una artista que concibe al arte como una ‘explosión del ser’ más que como un proceso intelectual. Entonces, cuando volví a Francia, dejé por completo las experiencias de Londres y comencé de nuevo. ¡Y encontré el material! El más fácil, el más pobre. Sin tener que buscar las cosas tradicionales con las que trabajaba en Buenos Aires. Me reencontré con la ‘caja’ que era el principio de mis esculturas, el esqueleto, la esencia.
Ella me aportaba la estructura, yo ponía la imaginación. A medida que pasaba el tiempo, la caja fue perdiendo su típica forma geométrica, hasta que hoy ya se ha transformado en máscaras, en coronas… Creo que voy yendo, cada vez más, al reencuentro de mi expresión. Pero es para mí una lucha muy grande porque todos tenemos necesidad de dejar en el
mundo nuestras formas”. (Extraído de una carta a Bandin Ron. París, 2 de noviembre de 1977.)

“En París hay muchos artistas argentinos. Uno se siente espiritualmente protegido… [En el primer año] me encontré con un grupo en el que estaban Le Parc, Tomasello y todos los cinéticos. Estaba siempre con ellos; aunque hacía un trabajo distinto, nuestra relación humana era perfecta. Tomasello, sobre todo, me ayudó mucho. 
[...]
Tuve problemas para encontrar un taller, iba de un lugar a otro sin poder instalarme. Fue un período duro, pero que, curiosamente al llevarme a las calles, me acercó al cartón. No conocía los lugares donde podía comprar arcilla… ni nada, así que empecé a trabajar con las cajas”. (Extraído de una carta a Bandin Ron. París, 24 de septiembre de 1977.)

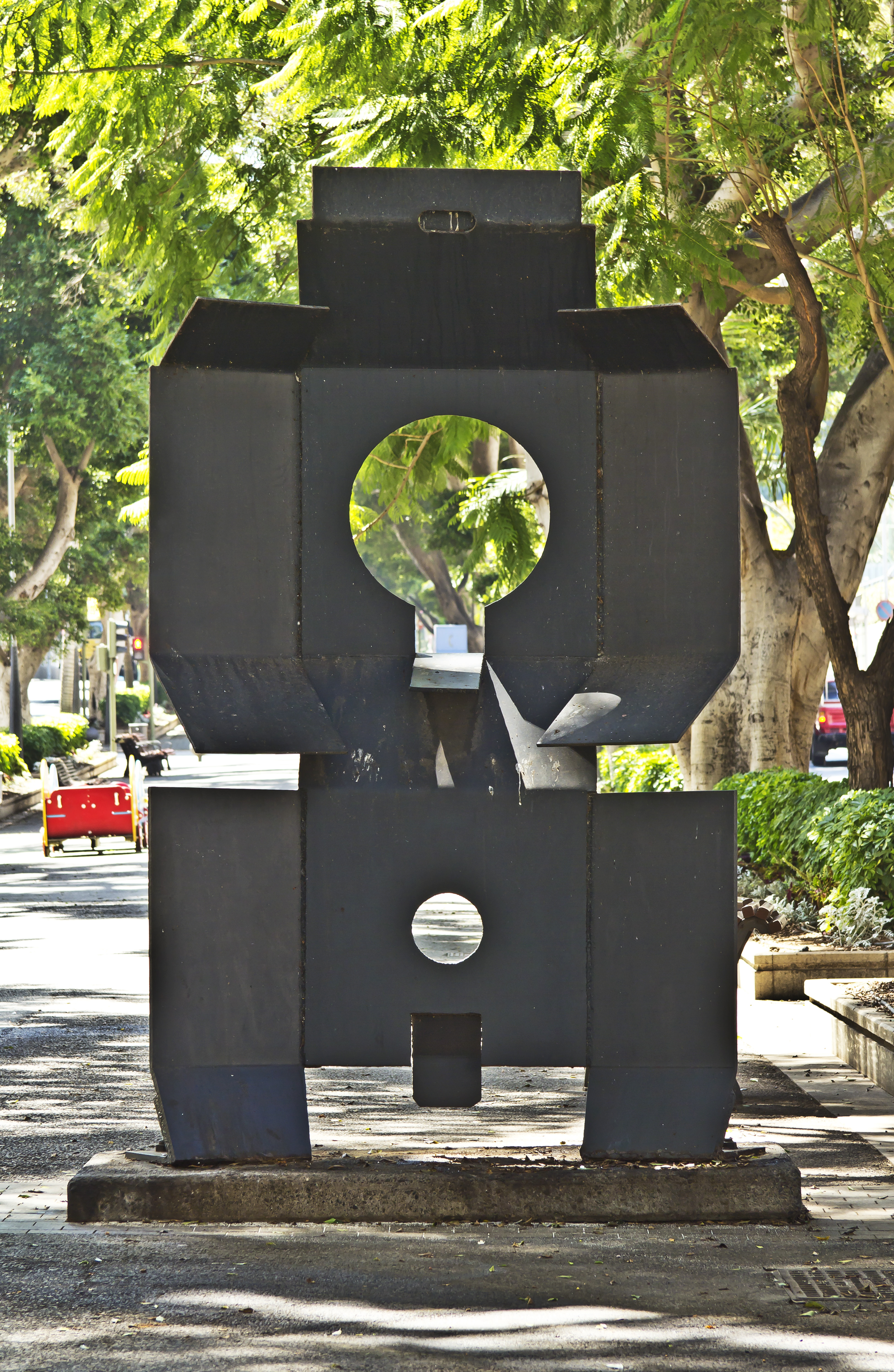
Con Hombre participó en la I Exposición Internacional de Escultura en la Calle de Santa Cruz de Tenerife, 1973

“Salía de noche a caminar y veía las cajas de cartón que la gente tiraba a la vereda. Tantas veces las miraba, que un día agarré una, empecé a desarmarla, la llevé al taller y empecé a clavarlas y a formar lo que yo llamo mi arte. Después las pasaba a bronce, que les daba una fuerza enorme”. (Catálogo de la muestra “Maria Simon – Esculturas 1955-2007”)

“Tomo la caja de cartón como un modelo que desarrollo a la búsqueda de diferentes construcciones. La caja suele ser una cosa que contiene a otra. Para mí, adquiere una vida propia en la que deposito mis reacciones y emociones. Utilizo la caja más simple como símbolo de todo lo que el hombre abandona después de haberla usado, tratando de preservar lo esencial, que es el espíritu del hombre”. (Maria Simon en “Los gritos del cerebro”, texto de Pierre Restany en el catálogo de la muestra en la Galería Eolia, París, 1990.)

“Desde hace unos años trabajo en una serie de cajas, pero he descartado el material plástico que para mí conserva la función de un dibujo: se ve la línea, pero la geometría se pierde. Empleo chapas de metal en ciertas construcciones, o bien uso bronce o aluminio para la fundición. Hago los esbozos en cajas de cartón – de esas que se encuentran tiradas en cualquier calle de París. Pienso que conservo un espíritu americano, sobre todo cuando trabajo con chapas: es un material agresivo, emparentado con el vigor de algunas obras incaicas”. (Extraído de Análisis, 5 de enero de 1971.)

“Siempre fui dual en mi mundo. Mi ‘diario íntimo’ ha sido siempre de poesías que nunca pensé publicar, pero que al fin lo hice aquí en París. En ellas se nota que desde muy chica se me he planteado el problema de la dualidad del hombre. Del alma y el cuerpo. Siempre pensé que las obras que hago en bronce o en plástico son la expresión del problema humano corporal y que todo mi proceso en chapa negra es el nivel espiritual. En este momento siento, por ejemplo, mayor necesidad de expresión de lo humano sensual que de lo espiritual. Quisiera llegar a poder expresar la unidad... Pero no se debe encarar la escultura como un problema filosófico, porque una escultura ‘es una forma en el espacio, y nada más’”. Después pueden buscarse explicaciones, pero yo no estoy de acuerdo”. (París, 10 de noviembre de 1977.)

“Creo que en el público en general hay una minoría que sigue la escultura. El gran público no entra en el mundo del escultor. Pero esto es algo que pasa aquí, en Buenos Aires y en todas partes. Hay un rechazo a la escultura y un reencuentro con la pintura. El público ve esculturas en la vidriera de una galería y pasa de largo, pero en cambio ve pinturas y entra a mirar. Creo que no pueden pararse frente a algo que los hace sentir incómodos. Creo que una pintura siempre distrae y el que mira se siente más seguro”. (Extraído de una carta a Bandin Ron. París, 20 de diciembre de 1977.)

“La tapicería es para mí un paréntesis que me conduce directamente a nuevas búsquedas espaciales. Me permite una simplificación de la imagen a través de las plumas. La pluma es un medio de expresión latinoamericano, […] crea una intimidad y ayuda a reconocer en algo efímero lo que es eterno.
Tuve necesidad de reflexionar sobre el pasado y formar un lenguaje y una técnica nueva que contengan mis cajas esculpidas transfiguradas en representaciones pictóricas. Igualmente, sin nostalgias, estas tapicerías forman para mí un carácter dinámico: fuerzan al pasado para que entre en un presente que lo sobrepase.
Viví en Tucumán, en el ingenio familiar. Allí aprendí a mirar la naturaleza, a apreciar cuánto de síntesis hay en sus formas. En la naturaleza nada está de más, el arte debiera tener esto siempre en cuenta.” (Horizontes - Revista de Arte. N.º 3, febrero/marzo de 1979.)

“Lo importante es que sepan que uno está fuera de su país, pero vive con una nostalgia que el que está allá no puede imaginar. Generalmente se está afuera obligado por las circunstancias. En mi caso, tenía la necesidad de estar fuera de mi ambiente social, quería estar sola. Tenía muchos problemas personales en la Argentina. Allí tenía el problema de ser socialmente ‘alguien’, cosa que me impedía desarrollarme como persona. Hoy podría volver y encontrar esa libertad que antes no tenía, pero ya tengo mi vida acá, acá están mis cosas, acá me casé... y las circunstancias me retienen. La única manera de estar en Argentina es, entonces, exponer en Argentina”. (Extraído de una carta a Bandin Ron. París, 7 de enero de 1978.)

## Sobre Maria Simon
Generalmente, cuando se trata de arte contemporáneo latinoamericano, surge una interrogación: ¿Por qué el arte constructivo, por qué el arte cinético de ese continente tiene el privilegio de ser internacional? En cuanto a mí, sigo esperando la respuesta. 
Hoy en día, cuando veo las obras de Maria, soy el que se hace la pregunta: ¿Por qué el arte contemporáneo, aún en las manos sensibles de una latinoamericana, se encarna en la fuerza de la estructura desplegada y con esa economía de medios? Maria eligió el camino más difícil, y le deseo el más brillante de los logros. (Jesús Rafael Soto. París, 13 de enero de 1973.)

De oro o de plata, negras o blancas, como grandes aves heridas, albatros sin alas, las esculturas de Maria Simon llaman a la consideración, al respeto, sin perjuicio de la emoción que suscitan. Obras de envergadura que son “hechos consumados”, quedan bajo la protección de lo “grandioso”, que, como se sabe, puede ser tan fulgurante como lo pintoresco. La sensibilidad de una mujer y la austeridad de lo místico sellan aquí su alianza con una extrema economía de medios, al ser lo esencial esa potencia emotiva que, bajo la línea de la metáfora y de la ilusión, se expresa a escala humana. (Daniel Marchesseau en la Revista Cimaise - Art et Architecture actuels. N.º 108/109, septiembre, octubre, noviembre y diciembre de 1972.)

Hay un aspecto lúdico de la obra de Maria Simon, como en la de todo artista que no ha olvidado su infancia, y también una relación con verdades elementales, trasmitidas, heredadas, propia de quien ha recuperado esa infancia rural y sus misterios después de una vida cosmopolita. Si la verdadera tarea del artista es la de mantener en juego las contradicciones del individuo, sin desechar ninguna de ellas, valorizando en cambio su conflicto, Maria Simon ha logrado que de ese choque siempre renovado surja la chispa que, más allá del arte, ilumina la vida. (Edgardo Cozarinsky en el catálogo de la exposición “Maria Simon - Esculturas 1955-2007”. Centro Cultural Borges, Buenos Aires, 2007.)
La escultura de Maria Simon es sobria, dura, austera. Es la marca de una gran dignidad en la introversión. Las pocas referencias simbólicas o anecdóticas que aparecen de vez en cuando están impregnadas de la palpitante nostalgia del tango, el canto y la música de su país natal. Ciertos títulos de sus obras son una clara muestra de la fuerte tensión que condiciona la extrema densidad de su universo mental: Grito de mi cerebro (1974), Tu forma te rodea (1976), Célula de mí mismo (1976) [...] Maria Simon sabe perfectamente transmitirnos “los gritos de su cerebro”, su verdad en estado puro y duro, sin falsas pretensiones inútiles: el camino más difícil es también el más directo y seguro. (Pierre Restany en el catálogo de la muestra “Maria Simon – Retrospectiva 1956-1990”. Galería Eolia, París, octubre/diciembre de 1990.)

## Publicaciones
1964: Publica en Londres el libro Strangers, en colaboración con el poeta Michael Horovitz.
1976: Publica dos libros de poesía ilustrados con una litografía y grabados en madera de Gottfried Honegger. Ediciones Hürlimann, Zurich. 

## Premios
1966. Premio Georges Braque de escultura. Buenos Aires.
1974. Mención Especial del jurado en la 3.ª Bienal del Grabado Latinoamericano en San Juan de Puerto Rico.
1975. Segundo premio internacional de escultura, XIII Bienal de San Pablo.
1975. Premio de la Bienal de Grabado Gibet.
1976. Premio Presidente de la Republique, Salón International d'art, Toulon, Francia.
1981. Medalla de bronce de la Academia Europea de Bellas Artes.

## Monumentos
1973. Hombre. Santa Cruz de Tenerife, España.
1975. Retour du ciel. Collège Jean-Philippe Rameau, Dijon, Francia.
1978. La ronde d'angles. Lycée Louis Davier, Joigny, Francia. 

## Instituciones que poseen obra de Maria Simon
Museo Nacional de Bellas Artes, Buenos Aires.
Museo de Arte Moderno de Buenos Aires.
Museo Provincial de Bellas Artes, San Miguel de Tucumán.
Museo de Arte Moderno de la Ciudad de París.
Espacio Latinoamericano en París.
Museo de Bellas Artes de Burdeos.
Fundación Curi, Buenos Aires.
Fundación Carlos Pedro Blaquier, Buenos Aires.
Fundación Calouste Gulbenkian, Lisboa.
Colección Elía - Robirosa, Buenos Aires.  